# Памятник королеве Вильгельмине (Амстердам)

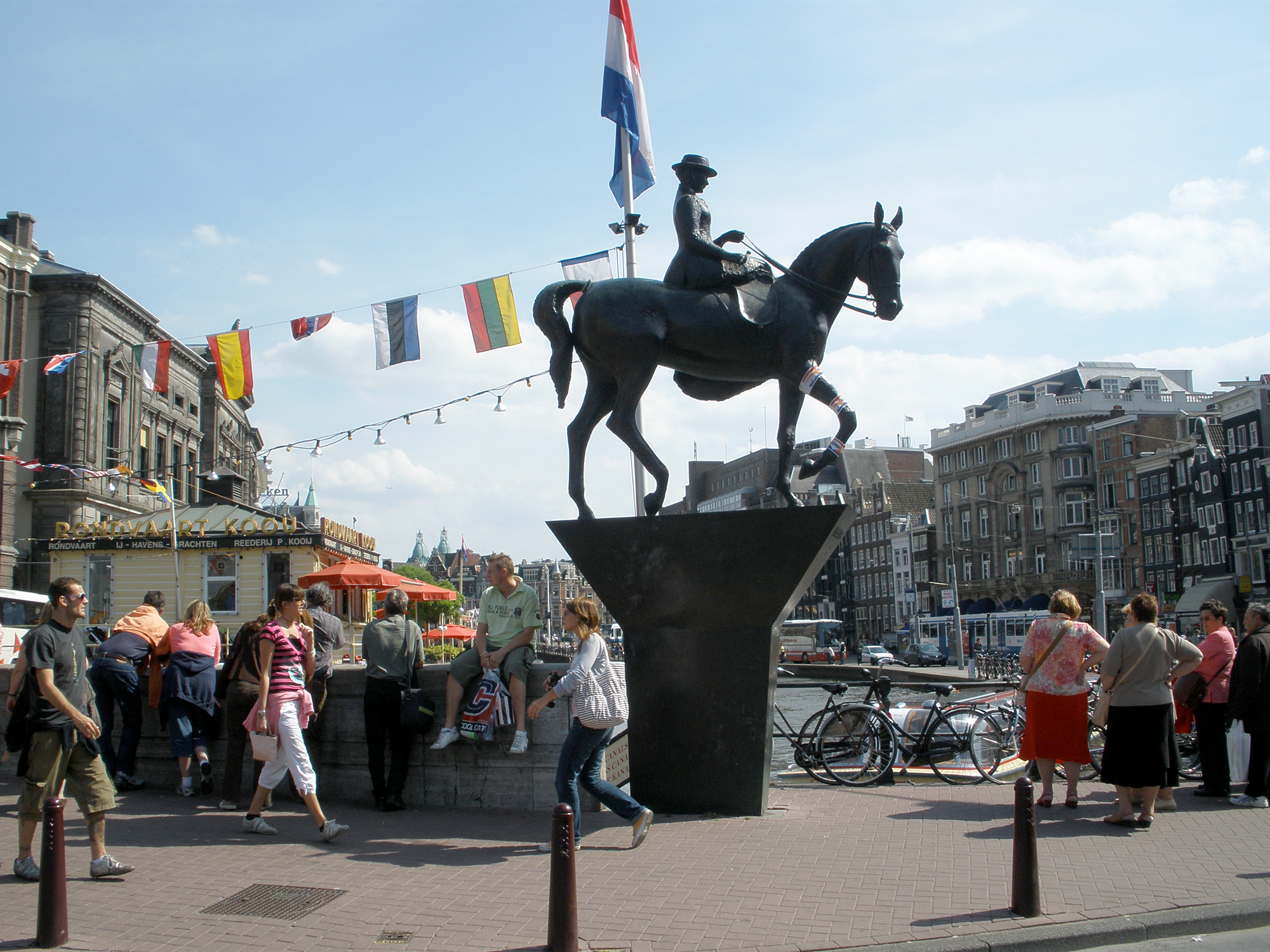
Конная статуя королевы Нидерландов Вильгельмины на улице Рокин, Амстердам.

Памятник королеве Вильгемине — конная статуя из бронзы, созданная нидерландским скульптором Терезией ван дер Пант. Установлена в память королевы Вильгельмины (1880—1962) в Амстердаме, на улице Рокин, на углу с переулком Лангенбургстег. 
Скульптура была заказана группой женских организаций Амстердама в 1964 году. Деньги были собраны жителями города. Согласно первоначальной задумке, скульптура должна была изобразить королеву, обращающуюся к нидерландскому народу сидя за микрофоном, как это было во время Второй мировой войны, когда она обращалась к нидерландцам по «Радио Оранских». Скульптор Терезия ван дер Пант отклонила эту идею, так как подобная скульптура уже существовала в Роттердаме. Считаясь хорошим скульптором-анималистом, она решила изобразить королеву, сидящую верхом на лошади. Правильно подобрать одежду для статуи ей помогла  дочь Вильгемины, королева Юлиана.
Первоначально планировалась установить статую на улице Дамрак, однако там уже стоял памятник жертвам Второй мировой войны — Национальный монумент, к тому же статуя получилась намного больших размеров, чем планировалось. В результате памятник королеве Вильгельмине установили на улице Рокин, церемония открытия состоялась в 1972 году.